# Organismo modelo

Escherichia coli es un organismo modelo de bacteria gramnegativa procariótica.

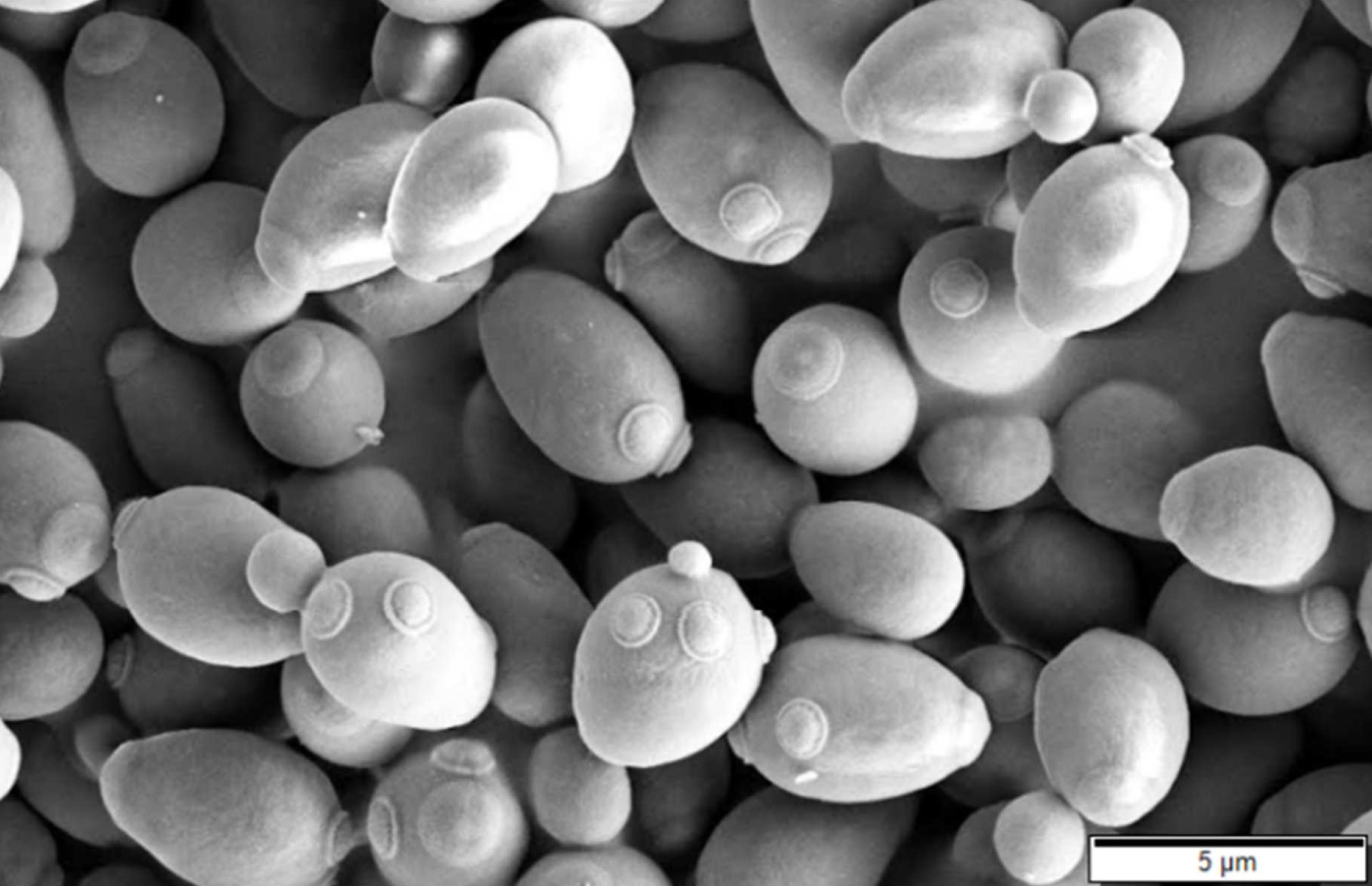
Saccharomyces cerevisiae, uno de los hongos más estudiados en biología molecular y celular.

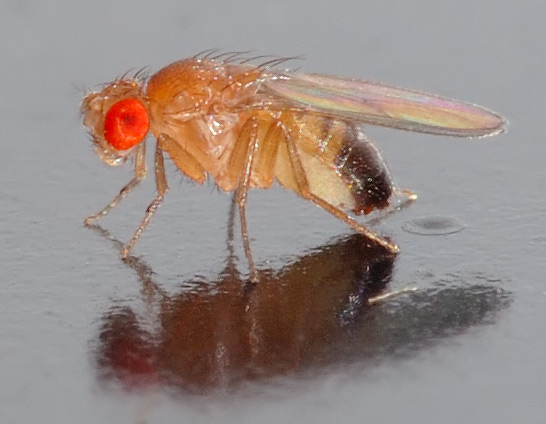
Drosophila melanogaster, una de las más famosas moscas objeto de experimentos genéticos.

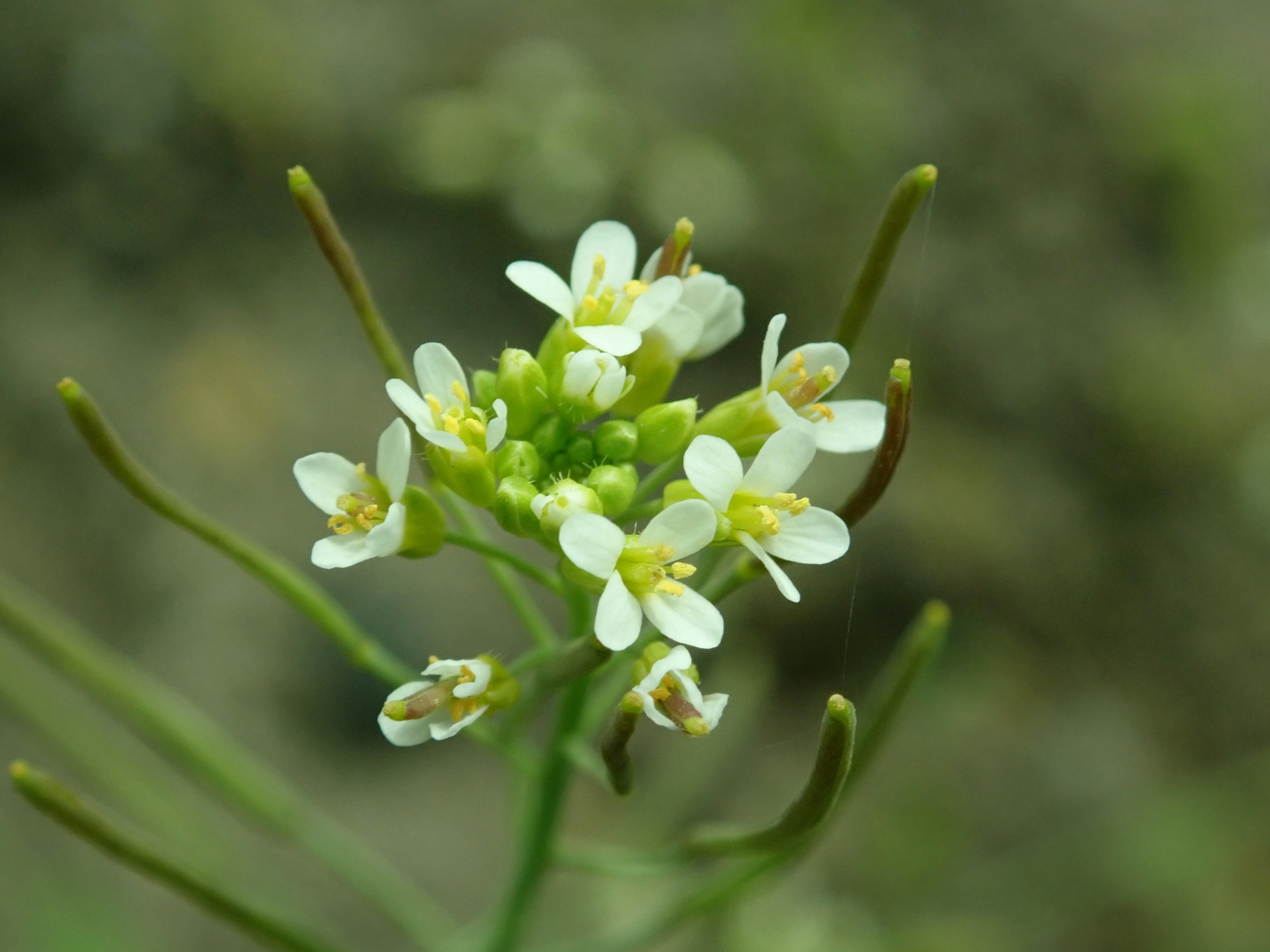
Arabidopsis thaliana, una planta modelo muy estudiada en experimentación genética vegetal.

En biología, un organismo modelo es aquel que es muy estudiado para entender fenómenos biológicos particulares que puedan darnos una idea de cómo funcionan esos procesos en otros organismos similares. En particular, los organismos modelos son ampliamente usados para analizar las causas de enfermedades humanas y posibles tratamientos, cuya experimentación en humanos sería contraria a la bioética. Esta estrategia ha sido posible seguirla debido a la relación evolutiva de todos los organismos vivientes (la descendencia de un ancestro común) que comparten diversos mecanismos metabólicos, material genético y mecanismos del desarrollo biológico.
Entre los organismos modelos más empleados para la experimentación se tienen: las bacterias Escherichia coli y Bacillus subtilis, los hongos Saccharomyces cerevisiae, Schizosaccharomyces pombe y Neurospora crassa, la planta Arabidopsis thaliana y los animales Drosophila melanogaster y Caenorhabditis elegans, entre otros. 
Entre los mamíferos muy a menudo se usan el ratón de laboratorio (Mus musculus) y la rata de laboratorio (Rattus norvegicus) y entre los vertebrados el pez cebra (Danio rerio) es ampliamente empleado. Los virus también pueden ser tomados como modelos, siendo los bacteriófagos los más comúnmente usados.

## Características
Los organismos modelo siempre han estado en la frontera de los estudios sobre biología y genética. Al principio del desarrollo del trabajo con un organismo modelo, un investigador selecciona un organismo por alguna característica especialmente adecuada para el estudio de un proceso genético en el que el investigador está interesado. Por esta razón el consejo siempre ha sido "elige bien tu organismo". Por ejemplo, los hongos ascomicetos como Saccharomyces cerevisiae y Neurospora crassa  son muy adecuados para el estudio de los procesos meióticos, como el entrecruzamiento cromosómico debido a su característica única de mantener juntos los productos de una única meiosis.
Diferentes especies tienden a mostrar procesos sorprendentemente similares, incluso entre grandes grupos como los eucariotas. Así pues, podemos esperar razonablemente que lo aprendido en una especie pueda aplicarse, al menos parcialmente, a otras. En particular, los genetistas han estado atentos a los nuevos hallazgos de la investigación que pudieran aplicarse a nuestra propia especie. Los humanos son relativamente difíciles de estudiar a nivel genético, por lo que los avances en genética humana deben mucho al trabajo de más de un siglo en organismos modelo.
Todos los organismos modelo tienen más de una característica útil para el estudio genético u otros estudios biológicos. Así, una vez que un organismo modelo es desarrollado por unas pocas personas con un interés específico, actúa como núcleo para el desarrollo de una comunidad de investigadores, un grupo con interés en las diversas características de un organismo modelo concreto. Existen comunidades de investigación organizadas para estos organismos modelo, que permiten la prestación de importantes servicios como bases de datos biológicas y biobancos.
Otra ventaja para un investigador individual al pertenecer a una comunidad de este tipo es que puede desarrollar, según la genetista del maíz Barbara McClintock ganadora del Premio Nobel,  un "interés por el organismo". Esta idea simplemente se refiere a comprender los mismos mecanismos generales de un organismo para relacionarlos con otros organismos emparentados. Ningún proceso vivo se produce de forma aislada, por lo que el conocimiento del funcionamiento general de un organismo suele ser beneficioso para intentar comprender un proceso e interpretarlo en su contexto adecuado.
A medida que la base de datos de cada organismo modelo se amplía, lo cual actualmente está ocurriendo a un ritmo acelerado gracias a los avances tecnológicos, los genetistas son cada vez más capaces de obtener una visión holística que abarque el funcionamiento integrado de toda la constitución del organismo. De este modo, los organismos modelo se han convertido no solo en modelos de procesos aislados, sino también en modelos de procesos vitales integrados. El término biología de sistemas se utiliza para describir este enfoque holístico.

## Uso de los organismos modelo
Hay muchos organismos modelo. Uno de los primeros fue Escherichia coli, un componente común en el sistema digestivo humano.
Muchos organismos eucariotas tales como Saccharomyces cerevisiae, han sido ampliamente utilizados en genética y en biología molecular debido a que son muy fáciles de cultivar. El ciclo celular en una levadura es muy similar al ciclo celular en los seres humanos y están regulados por proteínas homólogas.
La mosca de la fruta (Drosophila melanogaster) se estudia debido a que es muy fácil de cultivar y tiene muchas características congénitas visibles.